# Bernhard Stavenhagen
Bernhard Stavenhagen (24 novembre 1862 – 25 décembre 1914) est un pianiste, compositeur et chef d'orchestre allemand. Sa musique a été fortement influencée par Franz Liszt. En tant que chef d'orchestre, il a été un ardent défenseur de la musique nouvelle de son époque.

## Biographie
Bernhard Stavenhagen naît à Greiz. Il commence l'étude du piano à six ans avec Wilhelm Urban (1868). Sa famille s'installe à Berlin lorsqu'il a douze ans en 1874. Il commence à travailler avec Ernst Rudorff et Theodor Kullak et à la Hochschule für Musik en 1878. Il étudie la composition en leçons privées avec Friedrich Kiel. En 1880, il reçoit le prix Mendelssohn (Mendelssohn-Preis für ausübende Tonkunst) couronnant ses études. Suivent une série de concerts à travers l'Allemagne.

### Weimar

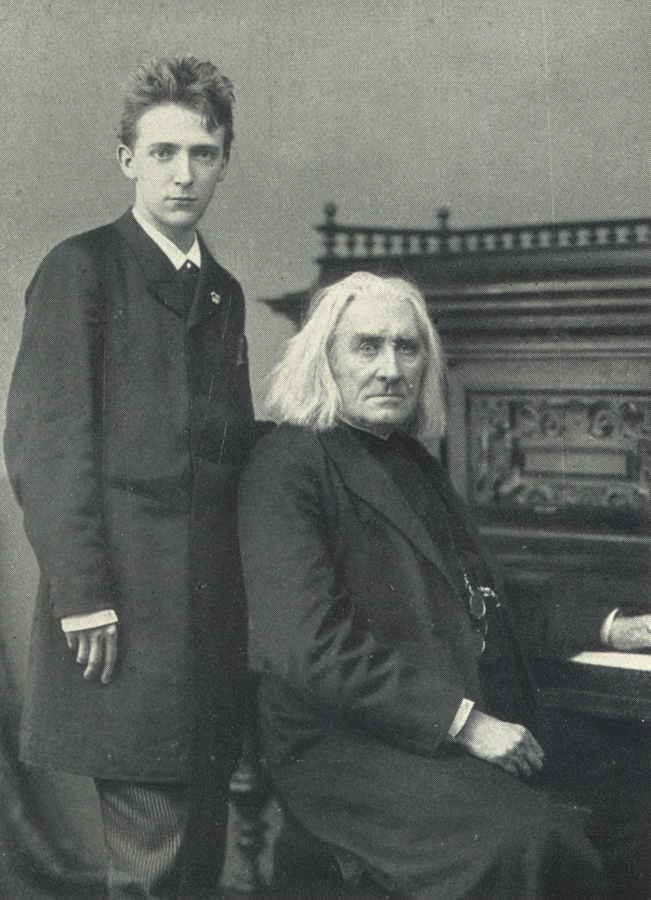
Bernhard Stavenhagen et Franz Liszt en 1885.

En 1885 Stavenhagen est disciple de Franz Liszt à Weimar, qui le considère comme un de ses élèves préférés. Il voyage avec lui lors de tournées de récitals ou concerts, à Rome, Budapest, Paris, Londres et Bayreuth. Après la mort de Liszt en 1886, Stavenhagen entreprend, sur une période d'une dizaine d'années, plusieurs tournées de concerts qui le mènent à travers l'Europe, en Russie et en Amérique du Nord. Il est considéré comme un des grands virtuoses du temps.
En avril 1890, il est employé à la cour du Duc de Saxe-Weimar et en juillet, il épouse Agnès Denninghof (connue comme Agnes Denis-Stavenhagen, 1860–1945), soprano à l'opéra de la cour de Weimar. En 1893, il compose son Troisième Concerto pour piano en si mineur. Chef d'orchestre à Weimar, il est nommé Kapellmeister (1895) en reconnaissance de ses mérites. Il y dirige les premières de six nouveaux opéras en dix-huit mois.

### Munich
Il démissionne de ce poste à cause des tracasseries des membres réactionnaires de la cour et en 1898, il a les mêmes fonctions à Munich, après seulement six mois d'activité, jusqu'en 1902. Dès 1901, il se consacre à l'enseignement, dans une classe de maîtrise à l'académie royale de musique de Munich et en assume la direction en 1903-1904 en la réorganisant complètement.

### Genève
En 1907 il s'installe à Genève, et prend en charge les classes de piano au Conservatoire – où Liszt avait lui aussi enseigné – jusqu'à sa mort, en 1914. Il dirige l'orchestre municipal en concerts d'abonnement, et donne les premières d'œuvres de compositeurs allant de Richard Strauss, Hans Pfitzner et Gustav Mahler à Arnold Schoenberg, Claude Debussy, Maurice Ravel et Paul Dukas.
Il meurt à Genève en décembre 1914, d'une affection pulmonaire. Après sa mort, son corps est transféré à Weimar, où est son tombeau.
Parmi ses « enregistrements » sur rouleaux pour Piano mécanique (Welte-Mignon) on trouve une interprétation (1905) de la Rhapsodie hongroise no 12 ; cet enregistrement suggère ce qu'il avait entendu lorsque Liszt jouait la pièce,. En dehors de Liszt, il était réputé comme interprète de Chopin : on trouve (toujours sur Welte-Mignon), le cinquième des Six Chants polonais, Mein Freuden, et une Mélodie polonaise, op. 74 no 5 Gdzie lubi dans un arrangement de Liszt ; ainsi que Beethoven. Le critique Eduard Hanslick le tient lui-même pour un pianiste hors pair.
L'école de musique à Greiz, sa ville natale, porte son nom depuis 1980.

## Œuvres
L'œuvre de Stavenhagen, qu'il considérait comme secondaire parmi toutes ses activités artistiques, est peu abondante. Les concertos étaient souvent interprétés par ses élèves ou lui-même, avant sa disparition. Les Lieder sont dans la droite filiation de Schubert jusqu'à Mahler, avec des textes au romantisme sensible.
- Concertos pour piano
  - Concerto pour piano no 1 en ut majeur (1879)
  - Concerto pour piano no 2 en la majeur (édité en 1912 en réduction) Création à Genève, en novembre 1912 par M.H. Rehborld, un élève de Stavenhagen, lui-même à la direction.
  - Concerto pour piano no 3 en si mineur, op. 4 (1893) Dédié au duc de Saxe Charles-Alexandre de Saxe-Weimar-Eisenach
- Lieder avec piano ou orchestre 
  - Märchenlied [Chant de la jeune fille], pour soprano et orchestre. Poème de Bruno Eelbo
  - Ständchen, pour baryton et orchestre. Poème de Paul Heyse
  - Der schwere Abend [La triste soirée], pour baryton et orchestre. Poème de Nikolaus Lenau
- Suleika, scène pour soprano et orchestre

### Piano
- 3 Klavierstücke, op. 2 : Presto, Pastorale, Caprice (éd. 1882 Leipzig)
- 3 Pièces, op. 5 : Capriccio, Intermezzo et Menuetto scherzando (éd. 1894 Berlin). Dédié respectivement à Carl Halir, Margarethe von Vigneau et Stefan Thomán.
- 3 Klavierstücke, op. 10 : Notturno, Mazurka, Gavotte-Caprice (éd. 1906 Berlin). Dédié à Édouard Risler.

## Discographie
- Concerto pour piano no 3, op. 4 (avec Liszt,  d'Albert, Bronsart, Raff et Mosonyi - Rolland Keller, piano ; Deutsches Symphonie-Orchester Berlin, Dir Jörg Faerber (1978, LP Candide QCE 31110 [5] ; CD Romantic piano concerto Vol. 4, Vox CDX-5067) (OCLC 833183320)
- Concerto pour piano no 2, Lieder avec orchestre - Volkmar Lehmann, piano ; Helga Spatzek, soprano ; Thomas Pfeiffer, baryton ; Vogtlandphilharmonie Greiz, Dir. Hans-Rainer Förster (1–3 juillet 1992, EBS)[6] (OCLC 31294690)
- Menuetto Scherzando - Eileen Joyce, piano (11 janvier 1937, 78t Parlophone E11314)[7],[8]